# Mechanic Falls (hrabstwo Androscoggin)
Mechanic Falls – jednostka osadnicza w Stanach Zjednoczonych, w stanie Maine, w hrabstwie Androscoggin.